# بيتر سولبرغ
بيتر سولبرغ (بالنرويجية: Petter Solberg‏) مواليد 18 نوفمبر 1974، هو سائق راليات نرويجي بدأ مسيرته في سنة 1998. فاز ببطولة العالم للراليات في موسم 2003. كان أول سباق له هو رالي السويد 1998. حقق 13 فوزا.

## مسيرته

### بطولة العالم للراليات فئة دبليو ار سي 2003
في عام 2003، فاز سولبرغ على زميله في دبليو ار سي الشاب، سيباستيان لوب مما أهله إلى فوزه الثاني في ويلز ولقبه الأول والوحيد في فاز ببطولة العالم للراليات فئة دبليو ار سي. أصبح سولبرج أول نرويجي يفوز بلقب السائقين العالمي.

### رالي السويد للسيارات 2005
فاز النرويجي بيتر سولبرغ سائق سوبارو ببطولة رالي السويد للسيارات. وسجل سولبرغ ثلاث ساعات و52.1 ثانية متقدما بفارق دقيقتين و11.1 ثانية على ماركو مارتن من استونيا بسيارته بيغو الذي احتل المركز الثاني.

### رالي اكروبوليس اليوناني 2012
في 27 مايو 2012 انسحب سائق فورد فييستا النروجي بيتر سولبرغ من رالي اكروبوليس اليوناني، المرحلة السادسة من بطولة العالم للراليات، بالقرب من لوتراكي غرب العاصمة أثينا.واضطر سولبرغ، حيث كان يحتل المركز الثاني في رالي اليونان، إلى الانسحاب من المرحلة الخاصة الأولى في منافسات اليوم الثالث (المرحلة الخاصة الثامنة عشرة) بعدما كسرت العجلة الخلفية لسيارته.

### حادث ريغا
تعرض بيتر سولبرغ في 18 سبنمبر 2017 لحادث في العاصمة اللاتفية ريغا خلال مشاركته في المرحلة العاشرة من بطولة العالم لفئة الرالي كروس.

## فرق مثّلها
- فريق فورد للراليات
- فريق سوبارو للراليات
- فريق بيتر سولبرغ للراليات (كان يملكه شخصيا)

## الفوز
- رالي قبرص 2003
- رالي أكروبوليس 2004
- رالي اليابان 2004
- رالي السويد 2005

## روابط خارجية
- بيتر سولبرغ على موقع IMDb (الإنجليزية)
- بيتر سولبرغ على موقع Rallye-info.com (الإنجليزية)
- بيتر سولبرغ على موقع eWRC-results.com (الإنجليزية)